# Carl Gustaf Ekman
Carl Gustaf Ekman (6 de outubro de 1872 — 15 de junho de 1945) foi um político da Suécia, filiado ao Partido Liberal de seu país. Ocupou o lugar de primeiro-ministro da Suécia de 7 de junho de 1926 a 2 de outubro de 1928, e depois entre 7 de junho de 1930 e 6 de agosto de 1932.

## Biografia
Carl Gustaf Ekman nasceu em Munktorp (atual município de Köping) no condado de Västmanland, filho do agricultor e soldado Carl Ekman e Josefina Säfström. Começou a trabalhar aos 12 anos como lavrador, leu tudo o que conseguia e foi incumbido de tarefas dentro do movimento da temperança, onde se tornou funcionário. Ele foi promovido a diretor do fundo de invalidez e funeral do Movimento dos Amigos da Temperança na cidade industrial de Eskilstuna. Em 1908, foi nomeado editor-chefe do jornal liberal Eskiltuna-Kuriren. Sua tentativa de ser eleito para o Riksdag falhou devido ao domínio dos social-democratas em Eskiltuna, mas em 1911 o Partido Liberal concedeu-lhe um assento na Câmara Alta do condado de Gävleborg. Ele rapidamente se estabeleceu como o principal defensor da proibição total do álcool no país. Em 1913 mudou-se para Estocolmo e rapidamente ganhou um assento representando a cidade no Riksdag.
Ekman se tornou o político mais influente e polêmico da década de 1920. Entre os social-democratas, era considerado um "traidor de classe", por ter vindo de uma origem operária, mas tendo-se tornado membro de um partido não socialista. Ele estava, de fato, por trás da queda de vários governos social-democratas: Hjalmar Branting em 1923, Rickard Sandler em 1926, mas também o de Arvid Lindman em 1930. Em 1924 Ekman se tornou o líder do recém-formado Freeminded People's Party (Frisinnade folkpartiet), depois que aqueles liberais que se opunham à proibição haviam partido para formar o Partido Liberal da Suécia.
Como líder do partido, ele trabalhou para fortalecer a influência do partido cooperando com a direita e a esquerda. Sua estratégia de poder baseava-se no controle do centro político a fim de "controlar o jogo", pressupondo-se que nenhum bloco tivesse uma maioria clara no Riksdag.
Após a queda de Sandler do poder em 1926, Ekman tornou-se primeiro-ministro pela primeira vez. Ele foi capaz de jogar da direita contra a esquerda apelando para ambos e, ao fazer isso, teve mais sucesso do que o esperado. Ele resolveu um antigo debate sobre impostos locais com uma lei de tributação proporcional, que ainda está em vigor até hoje. Ele também concluiu uma ampla reforma do sistema escolar. Nas eleições de 1928, a conservadora Liga Eleitoral Geral venceu e ele foi forçado a ceder o poder a Arvid Lindman.
Ekman voltou como primeiro-ministro em 1930, quando ele e Per Albin Hansson derrotaram a proposta do governo de aumentar as tarifas sobre os grãos. Seu segundo período como primeiro-ministro foi difícil; a depressão internacional que havia começado após o crash de Wall Street de 1929 atingiu a Suécia, afetando tanto a indústria quanto a agricultura. A atitude tradicional de economia de Ekman tornava difícil para ele aceitar programas de estímulo econômico que envolveriam pesados gastos públicos.
Além disso, um debate começou após a queda de Ivar Kreuger sobre as contribuições políticas de Ivar Kreuger que Ekman aceitara pessoalmente em nome de seu partido. A princípio, Ekman negou ter recebido qualquer dinheiro, mas no final o debate público o forçou a renunciar ao cargo um mês antes da eleição Riksdag de 1932, o que resultou em uma grande derrota para o Partido do Povo Livre. Ekman nunca mais voltou à política. Menos de dois anos após sua renúncia, seu partido também havia acabado; fundiu-se com o Partido Liberal para formar o Partido do Povo Liberal (Folkpartiet liberalerna) Nem mesmo seus inimigos pensaram que ele realmente havia pegado dinheiro para si; no entanto, suas declarações conflitantes sobre o assunto permitiram que outros lançassem suspeitas sobre ele, de modo que um adversário político formidável pudesse ser removido.
O legado de Ekman foi influenciado em grande parte por suas manobras políticas, bem como pelo escândalo que levou à sua renúncia. Ele morreu em Estocolmo em 15 de junho de 1945.
Ele era casado com Laura Ekman ( née Widlund), com quem teve quatro filhos.